# Метатеорія
Метатеорія — теорія, що аналізує методи й властивості іншої теорії, так званої предметної або об'єктної теорії.
Термін «метатеорія» має сенс і вживається лише стосовно даної, конкретної теорії: логіки — металогіка; математики — метаматематика, теорія математичих доказів; розділів фізики; метахімія; метабіологія і т. д.
Завдання метатеорії — встановити межі області застосування досліджуваної в ній теорії, відповісти (якщо це можливо на даному етапі розвитку науки) на запитання про її несуперечності та повноті, вивчити (або встановити) способи введення її нових понять і докази її тверджень тощо. Поняття предметної теорії стає, таким чином, експлікатом поняття наукової теорії.
Необхідність створення метатеорії виникла насамперед у застосуванні до математики. Вона була зумовлена потребою з'ясування сенсу понять доказ, аксіома, теорема, дослідження структури математичних теорій (синтаксис) і питання про їхню істинність в категорійно-логічних інтерпретаціях (семантика) і, нарешті, проблемою встановлення несуперечності математики.
Давид Гільберт назвав таку метатерію метаматематика. Програма Гільберта допускала лише так звані фінітні методи, тобто методи, в яких використовуються лише кінцеві конструкції і висновки: наочно представлені предмети і ефективно здійсненні процеси (звідси термін «фінітізм», яким харакетризують концепцію Гільберта). Не допускається абстракція актуальної нескінченності і потрібно, щоб докази існування будь-яких об'єктів носили конструктивний характер, тобто, що повинен бути вказаний, хоча б неявно, метод побудови розглянутого об'єкта. Фінітізм вимагає, щоб математичні предмети були вказані в явній формі, — або ж повинен бути даний спосіб їхнього конструювання. Ці предмети повинні бути «наочні» -тобто складатися з експонованих елементів, які можна розрізнити й ототожнити. Будуючи свою теорію доказів, Гільберт виходив з того її правила повинні виражати «техніку нашого мислення». «Основна ідея моєї теорії доказів зводиться до опису діяльності нашого розуму, інакше кажучи, це протокол про правила, згідно з якими фактично діє наше мислення».

## Наукознавчі дисципліни
- Метафізика— це вчення про надчуттєві, недоступні досвідові принципи і начала буття (існування світу). За Кантом: «Метафізика — це частина філософії, що визначає апріорні умови пізнання».
- Метапсихологія в перекладі з грецької мови означає: «meta» — після, або за, «psiche» і «logos» — це вчення про душу. В метапсихології викладені засади, на яких будується дане психологічне знання, а на цій основі мають розв'язуватися часткові психологічні проблеми. Метапсихологія пов'язана з філософською онтологією людини.
- Метахімія— це вчення про надчуттєві, недоступні досвідові принципи і начала; це наука про речі, спосіб з'ясування світоглядних питань які не піддаються осягненню за допомогою експерименту та методів конкретних наук; це концепія розвитку, метод пізнання.
- Метаматематика
- Наукометрія
- Кіберметрія
- Вебометрія
- Історія науки
- Філософія науки
- Методологія науки
- Соціологія науки
- Економіка науки
- Психологія науки